# 名川町立剣吉中学校
名川町立剣吉中学校（ながわちょうりつ けんよしちゅうがっこう）は、青森県三戸郡名川町剣吉にあった公立中学校。

## 概要
本校は、名川町の旧北川村域を学区としていた。

## 沿革
- 1947年（昭和22年）
  - 4月1日 - 北川村立剣吉小学校校舎に併設する形で、発足。
  - 4月21日 - 開校式挙行。
- 1948年（昭和23年）
  - 1月1日 - 校章制定。
  - 4月1日 - 剣吉小学校講堂に仮教室荷教室増設。
- 1949年（昭和24年）4月1日 - 大坊・上町の2作業場を教室に借用。
- 1950年（昭和25年）11月22日 - 剣吉字伊勢沢99番地に、独立校舎を新築し、移転。
- 1952年（昭和27年）7月12日 - 校旗樹立。
- 1955年（昭和30年）7月29日 - 町村合併（昭和の大合併）により、名川町立剣吉中学校に改称。
- 1959年（昭和34年）11月10日 - 校舎西側に6教室ほかを増築。
- 1963年（昭和38年）5月1日 - 特殊学級設置。
- 1964年（昭和39年）3月19日 - 音楽室増築工事竣工。
- 1968年（昭和43年）
  - 5月16日 - 9時48分頃に発生した十勝沖地震により、校舎が使用不能になる。また、この地震で、校舎から避難中に学校裏山で山崩れが発生して、生徒11名が生き埋めになり、その内の4名が死亡した。また、本校に避難した卒業生2名も、地割れに巻き込まれて死亡した。
  - 5月28日 - 剣吉小学校に6教室、剣吉中央集会所に3教室を収容し、授業再開。
- 1969年（昭和44年）
  - 8月10日 - 剣吉字桜場2番3号に新校舎竣工。
  - 8月17日 - 校舎落成。
- 1971年（昭和46年）10月 - プール完成。
- 時期不明 - 剣吉字桜場158番地に校舎移転。
- 1994年（平成6年）9月 - 校庭照明設備設置完了[1]。
- 2005年（平成17年）3月31日 - 本校・名久井第一中学校・名久井第二中学校を統合した名川中学校開校により、閉校。

## 学区
名川町の旧北川村域。

## その他
- 昭和43年の十勝沖地震で土砂災害が発生した旧校地は、42年後の平成22年に土砂災害警戒区域に指定された[2]。
- また、旧校地は、現在伊勢沢公園となり、公園内には犠牲者を悼む地震観音が設置され[3]、毎年5月16日前後に、名川中学校による慰霊祭が行われる[4]。

## 参考資料
- 『青森県教育史 別巻』（青森県教育委員会・1973年12月20日発行）939頁「学校沿革 中学校 剣吉中学校」
- 『名川町誌 第一巻 本編Ⅰ』（名川町・1993年8月31日発行）「第五章 近・現代、第十一節 合併後さらに発展・充実する名川町」の「三、合併二十年後（昭和五十年）の名川町 -「合併二十年のあゆみ」より -」685頁から「四、合併三十周年（昭和六十年）、発展・充実の名川町 - 「町制施行三十周年記念誌より」-」699頁まで。
- 『東奥年鑑平成17年版』(東奥日報社・2004年9月発行)「名簿編200頁 教育/中学校(三戸郡)、高等学校(全日制)」
- 『強震・青森県を襲う!! '68十勝沖地震の記録』(東奥日報社・1968年7月10日発行)「一瞬、4人の級友をのむ!!」